# Cap des Palmes (bananier)
Le Cap des Palmes était un cargo bananier lancé en 1935 pour la Compagnie de Navigation Fraissinet[réf. souhaitée] de Marseille.

## Histoire
Au début de la Seconde Guerre mondiale, la marine française réquisitionne des navires de commerce pour en faire des croiseurs auxiliaires escortant les convois maritimes. Le Cap des Palmes est de ceux-là. Il est d'abord envoyé à Libreville (Gabon) par le Gouvernement de Vichy en septembre 1940, escorté par le sous-marin Poncelet. Le 9 novembre 1940 il est intercepté par l'aviso Commandant Dominé des Forces navales françaises libres (FNFL) et conduit à Douala où il est provisoirement désarmé.
Début 1941 sous pavillon de la France libre, il est armé en croiseur auxiliaire avec l'indicatif X3. En septembre il rejoint l'aviso Chevreuil dans l'île de la Jamaïque. Le 20 septembre, les deux navires franchissent le canal de Panama et accostent le 22 septembre à Balboa. Le 23, le Chevreuil appareille pour rejoindre Papeete en laissant le Cap des Palmes qui doit effectuer des réparations, à la suite d'une avarie de machine.
Ensuite le Cap des Palmes, basé à Papeete puis à Nouméa, navigue dans l'océan Pacifique Sud à la demande des États-Unis. Il transporte essentiellement du fret.
Début 1943, il entre à l'arsenal de Mare Island à San Francisco pour recevoir son armement définitif. Opérationnel dès avril 1943, il est intégré à la 3e flotte et navigue dans les secteurs de Guadalcanal, des Nouvelles-Hébrides et de la Nouvelle-Calédonie sous les ordres du capitaine de frégate Georges Cabanier.
La guerre terminée, il est rendu à son armateur. en septembre 1945, il est vendu au Maroc en 1957 et prend le nom de Banora.

### Artillerie
La marine installe sur le rouf arrière un canon de 90 mm modèle 1877 de l'armée de terre approvisionné à 24 coups afin de pouvoir tirer en retraite contre un ennemi le poursuivant. C'est avec cette artillerie qu'il navigue au commerce jusqu'en juin 1941.
Après 1941, les FNFL ont pour volonté de le transformer en croiseur auxiliaire en l'équipant de six canons de marine de 102 mm. Ce projet d'armement avorte pour des questions politiques et matérielles, et les FNFL l'équipent (provisoirement) d'un autre canon de 90 mm débarqué du cargo Rhin. Après cet échec, les Forces françaises libres ont pour projet de réarmer le navire avec quatre canons américains de 4 pouces.
C'est finalement a Singapour (sous contrôle britannique) que le cargo devra recevoir du matériel américain. Après Pearl Harbor, le programme de réarmement change une nouvelle fois. C'est à l'arsenal de Sydney que le Cap des palmes doit désormais recevoir son armement « définitif ». Les canons américains étant indisponibles, ce sont deux canons de 6 pouces en provenance du HMAS Melbourne qui sont prévus à cet effet. De l'arsenal de Sydney, le Cap des palmes devra se rendre à Brooklyn pour finalement s'amarrer dans l'arsenal de San Francisco. Le croiseur auxiliaire reçoit comme armement deux canons de 150 mm, un canon antiaérien de 76 mm monté en retraite sur le rouf arrière, six tubes lance-torpilles de 533 mm disposés en travers dans un entrepont et destinés à lancer, trois de chaque bord, par des sabords articulés, enfin, six canons de 20 mm Oerlikon.